# باكت ورنر
باكت ورنر أو باكت ورنرو، هي ملكة مصرية قديمة غير حاكمة أو زوجة ملك عاشت خلال عهد الأسرة العشرين، ومن المرجح أن تكون الزوجة العظمى للملك رعمسيس التاسع.

## مقبرتها
وقد دفنت الملكة باكت ورنر في المقبرة رقم KV10 في وادي الملوك، التي بناها في أواخر عهد الأسرة التاسعة عشر الملك مغتصب العرش أمونمسي، حيث تم إعادة نقش المساحة وإعادة استخدامها. وبسبب هذه الحقيقة، كان يعتقد سابقا أنها كانت زوجة أمونمسي نفسه.
ويقول دودسون (1987) إن إعادة الزخرفة في المقبرة KV10 تمت خلال عهد الملك رعمسيس التاسع. ومع ذلك يدعي سشادن و ارتمان (1989) أن بعض العمل في الغرفة لباكت ورنر قد تم القيام به في عهد الملكة توسرت، وإذا كان الأمر كذلك، فإن هذا يشير إلى تاريخ سابق على الملكة باكت ورنر.